# San Mauro Marchesato
San Mauro Marchesato là một thành phố và cộng đồng (comune) thủ phủ tỉnh Crotone trong vùng Calabria miền bắc nước Ý.
Đô thị San Mauro Marchesato có diện tích 45 ki lô mét vuông, dân số thời điểm năm 31 tháng 12 năm 2005 là 1002 người.
Đô thị San Mauro Marchesato có các đơn vị dân cư (frazioni) sau:
Các đô thị giáp ranh: 